# Archie Bronson Outfit
Archie Bronson Outfit is een Britse rockband. De leden ontmoetten elkaar op de Kingswood School in Bath.

## Bezetting
- Sam Windett[2] (zang, gitaar)
- Dorian Hobday[3] (basgitaar, gitaar)
- Mark 'Arp' Cleveland[4] (drums)

## Geschiedenis
Na hun geboortestreek Somerset te hebben verlaten, verhuisde de band naar Londen, waar ze werden ontdekt door Laurence Bell, de baas van Domino Records. De band speelde in Bell's lokale bar "The Cat's Back" in Putney (Londen). De band bracht in 2004 hun debuutalbum Fur uit. Fur werd geproduceerd door Jamie 'Hotel' Hince van The Kills.
De band bracht op 3 april 2006 hun tweede album Derdang Derdang uit. Het album werd in de zomer van 2005 opgenomen in Nashville en geproduceerd door Jacquire King. Het album ontving over het algemeen uitstekende recensies van Uncut, musicOMH en Mojo, die vier van de vijf sterren toekenden. Het Londense tijdschrift Time Out kende vijf van de vijf sterren toe. Beide albums Fur en Derdang Derdang hadden af en toe een medewerker en een geheim vierde lid, destijds Duke Garwood op klarinet en rhaita (een Marokkaans rietinstrument). Archie Bronson Outfit trad op tijdens het South by Southwest-festival in Austin (Texas) in 2006. De band trad op op het podium onder begeleiding van een verlichte plastic gans. In december 2006 verkoos Mojo Derdang Derdang als vijfde beste album van 2006 in hun eindejaarspeiling, waarbij het vooraanstaande bands als Cat Power en Sonic Youth versloeg.
In januari 2007 wonnen ze de South Bank/Times Breakthrough Award en speelden ze een live optreden tijdens het televisie-evenement T-Mobile Transmission in april 2007. Archie Bronson Outfit bracht hun derde album Coconut uit op 1 maart 2010. Het was hun eerste lp in bijna vier jaar Domino Records. Ze reisden in maart 2010 door het Verenigd Koninkrijk om de albumpublicatie te ondersteunen. De vierde langspeler Wild Crush kwam op 19 mei 2014 in de winkels, opnieuw bij Domino Records. Inmiddels was de band aan Sam en Arp toe met extra muzikanten die op de plaat speelden.

## Discografie

### Albums
- 2004: Fur (Domino Records)
- 2006: Derdang Derdang (Domino Records)
- 2010: Coconut (Domino Records)
- 2014: Wild Crush (Domino Records)